# Rose Kekedo
Dama Rosalina Violet Kekedo DBE (1942 – 25 de febrer de 2005), més coneguda com a Rose Kekedo, fou una destacada educadora de Papua Nova Guinea i la primera dona que ocupà el càrrec de rectora de la Universitat de Papua Nova Guinea.

## Primers anys
Els pares de Rosalina Violet Kekedo, Mary Angela i Walter Kekedo, eren originaris de la província de Milne Bay i de la província Central, a Papua Nova Guinea. Rose, com seria coneguda, va néixer l’any 1942 a Abau, a la província Central, on el seu pare, Walter, treballava com a empleat administratiu i la seva mare, Mary, era mestra. Era la segona filla gran d’una família de deu fills, sis nenes i quatre nens. Quan tenia tres anys, la família es va traslladar a Kokoda, a l’actual província d’Oro.
La seva mare, que posteriorment seria nomenada Dama Comandant de l’Orde de l’Imperi Britànic (DBE), va fundar una escola a la zona, que acabaria tenint 200 infants, i també va participar activament en ajudar les dones a millorar les seves vides.
Els estudis de Kekedo van quedar interromputs per l’erupció del mont Lamington el 18 de gener de 1951, que va obligar a tancar l’escola de la seva mare. Va ser enviada a una altra escola, i descrigué els dos anys que hi va passar com el període més solitari de la seva vida. Després de completar l’educació primària, va ser enviada a una escola intermèdia a Popondetta, on va acabar un curs de formació de mestres amb només 13 anys. En aquell moment, les nenes representaven només el 20% de l’alumnat a les escoles primàries de Papua Nova Guinea, i poques accedien a l’ensenyament secundari. L’any 1956, va ser una dels 20 estudiants de Papua Nova Guinea que van obtenir una beca per estudiar a Austràlia, i va anar al Good Samaritan College, a Harlaxton (Queensland). En tornar de Queensland, Kekedo va seguir un altre curs de formació de mestres al Port Moresby Teachers College i va obtenir el Diploma en Administració Escolar. Als 23 anys, va tornar a Austràlia durant tres setmanes com a professora convidada a Canberra.

## Trajectòria
El 1967, Kekedo va representar Papua Nova Guinea en una reunió de les Nacions Unides a Nova York, sent la primera dona a fer-ho. El 1968 es va convertir en professora al Madang Teachers College, la primera dona de Papua Nova Guinea a ocupar aquest càrrec, i també va impartir classes al Goroka Teachers College. Va esdevenir presidenta del Sindicat de Mestres, des d’on va lluitar per la igualtat salarial i de condicions per a les dones mestres.
Va formar part del comitè organitzador dels Jocs del Pacífic celebrats a Port Moresby el 1969.  Aquell mateix any va viatjar a la University of Northern Colorado, als Estats Units, especialitzada en formació del professorat. Es va graduar el 1972, convertint-se, aleshores, en una de les poques persones de Papua Nova Guinea amb un títol universitari.
El 1973 va ser nomenada subdirectora adjunta i el 1974 es va convertir en la primera directora del Port Moresby Teachers College. El 1979 va ser la primera dona designada a la Teaching Service Commission. Posteriorment va treballar en diversos departaments governamentals, esdevenint la primera dona a dirigir el Departament de Serveis Comunitaris i Familiars el 1980, i el Departament de Treball el 1983.
El 1990 es va incorporar a l’empresa Steamships Pty Ltd, convertint-se en una de les primeres dones en ocupar un càrrec directiu en una empresa destacada del país. El 1996 va ser nomenada cancellera de la Universitat de Papua Nova Guinea, la primera dona a ocupar aquesta posició. A més, va ser membre activa de l’Associació Cristiana de Joves Dones (YWCA) i de l’Associació de Sant Joan per a Cecs.

## Premis i distincions
- Kekedo va rebre doctorats honoris causa de la Universitat de Papua Nova Guinea i de la Universitat de Tecnologia de Papua Nova Guinea.
- El 1979 va ser nomenada Membre de l’Orde de l’Imperi Britànic (MBE) pels seus serveis en l’àmbit de l’educació. El 1988 va ser ascendida a Oficial de l’Orde de l’Imperi Britànic (OBE) pels serveis prestats a l’educació i a la comunitat.
- En els Birthday Honours de 1995, Kekedo va ser ascendida a Dama Comandant de l’Orde de l’Imperi Britànic (DBE) pels seus serveis al comerç i a l’esport, convertint-se en la segona dona de la seva família a rebre aquest honor després de la seva mare, Dame Mary Kekedo. L’any 2020, la seva germana, Jean Kekedo, també va rebre la mateixa distinció.

## Defunció
Kekedo va morir el 25 de febrer de 2005 a casa seva, a Boroko, Port Moresby. Patia artritis, havia quedat postrada al llit i va rebutjar rebre més tractament mèdic després d’haver-se sotmès a una operació l’any 2003. Kekedo no es va casar mai, però va criar tres nebots i una neboda.